# Llanelwedd
Llanelwedd est un village et une communauté située au sud du comté de Powys (pays de Galles). Elle est située près de Builth Wells, au bord de la Wye.
Chaque année au mois de juillet, le Royal Welsh Show (Sioe Frenhinol Cymru), l'exposition agricole plus importante du pays, a lieu près du village.

## Démographie
Au recensement de 2011, la communauté de Llanelwedd comptait 426 habitants.